# Deshler (Nebraska)
Deshler é uma cidade localizada no estado americano de Nebraska, no Condado de Thayer.

## Demografia
Segundo o censo americano de 2000, a sua população era de 879 habitantes.
Em 2006, foi estimada uma população de 771, um decréscimo de 108 (-12.3%).

## Geografia
De acordo com o United States Census Bureau, a localidade tem uma área de 1,3 km², sem área coberta por água. Deshler localiza-se a aproximadamente 477 m acima do nível do mar.

## Localidades na vizinhança
O diagrama seguinte representa as localidades num raio de 20 km ao redor de Deshler.